# Спиридон Сфетас
Спиридон Сфетас (на гръцки: Σπυρίδων Σφέτας) е гръцки историк, специалист по Македонския въпрос.

## Биография
Роден е в тесалийското село Килада в 1960 година. Сфетас е лектор по „Съвременна балканска история“ в катедра „Нова и най-нова история, Етнография и социална антропология“ в Юридическия факултет на Солунския университет. Автор е на редица трудове на тема Македонския въпрос. Чуждестранен член е на Македонския научен институт. Роден е в 1960 година в тесалийското село Килада. Сфетас е част от Комисията за исторически, археологически и образователни проблеми между Северна Македония и Гърция, формирана в резултат на Преспанския договор в 2018 година.